# Hans Jürgen Press
Hans Jürgen Press (Klein Konopken, 15 maggio 1926 – Amburgo, 19 ottobre 2002) è stato uno scrittore e fumettista tedesco.
Reduce dalla prigionia in Algeria, Inghilterra e Stati Uniti durante la seconda guerra mondiale, si trasferisce nel 1944 ad Amburgo dove frequenta la scuola di belle arti. Nel 1953 comincia la sua collaborazione con Sternchen il supplemento dedicato ai ragazzi della rivista Stern. In quegli anni nacque il suo personaggio più famoso, Il tenero Giacomo (in originale Der kleine Herr Jakob) le cui strisce vennero ospitate per anni anche in Italia sulle pagine de La Settimana Enigmistica. 
Scrisse anche diversi libri per ragazzi con per protagonista la banda della Mano Nera, gruppo di 4 bambini-detective e uno scoiattolo impegnati a risolvere crimini e misteri. Il tratto peculiare di questi libri è il coinvolgimento del lettore nell'indagine: il testo, scritto nelle pagine di sinistra, è accompagnato in quelle di destra da illustrazioni a fumetti molto dettagliate (Wimmelbild) in ognuna delle quali è nascosto un dettaglio necessario per l'avanzamento delle ricerche. Gli indizi vengono svelati solamente nella pagina successiva, all'interno del testo, impedendo di anticipare accidentalmente la soluzione.

Le avventure della Mano Nera (Die Abenteuer der schwarzen Hand) è il primo di questi racconti ed è ormai fuori commercio.
| Controllo di autorità | VIAF (EN) 54268644 · ISNI (EN) 0000 0001 2133 6003 · Europeana agent/base/55974 · LCCN (EN) n82032112 · GND (DE) 121160858 · BNE (ES) XX852563 (data) · BNF (FR) cb12632935q (data) · J9U (EN, HE) 987007460832805171 · NDL (EN, JA) 00453289 · CONOR.SI (SL) 69959011 |